# سيد باركر
سيد باركر هو سياسي كندي، ولد في 15 سبتمبر 1930 في ريفيلستوك في كندا. حزبياً، نشط في الحزب الديمقراطي الجديد. وقد انتخب عضو مجلس العموم الكندي.
1. ↑   https://lop.parl.ca/sites/ParlInfo/default/en_CA/People/Profile?personId=16050. اطلع عليه بتاريخ 2019-03-27. {{استشهاد ويب}}: |url= بحاجة لعنوان (مساعدة) والوسيط |title= غير موجود أو فارغ (من ويكي بيانات) (مساعدة)